# Kim Kirchen
Kim Kirchen (* 3. července 1978, Lucemburk, Lucembursko) je bývalý lucemburský profesionální cyklista. Mezi jeho největší úspěchy patří dvě etapová vítězství na Tour de France a dvě umístění v nejlepší desítce v celkovém pořadí téhož závodu; vedle toho si dále připsal několik dalších prvenství a pódiových umístění na závodech světové cyklistické túry. V současné době se věnuje komentování cyklistických závodů v lucemburské televizi RTL Télé Lëtzebuerg.

## Kariéra

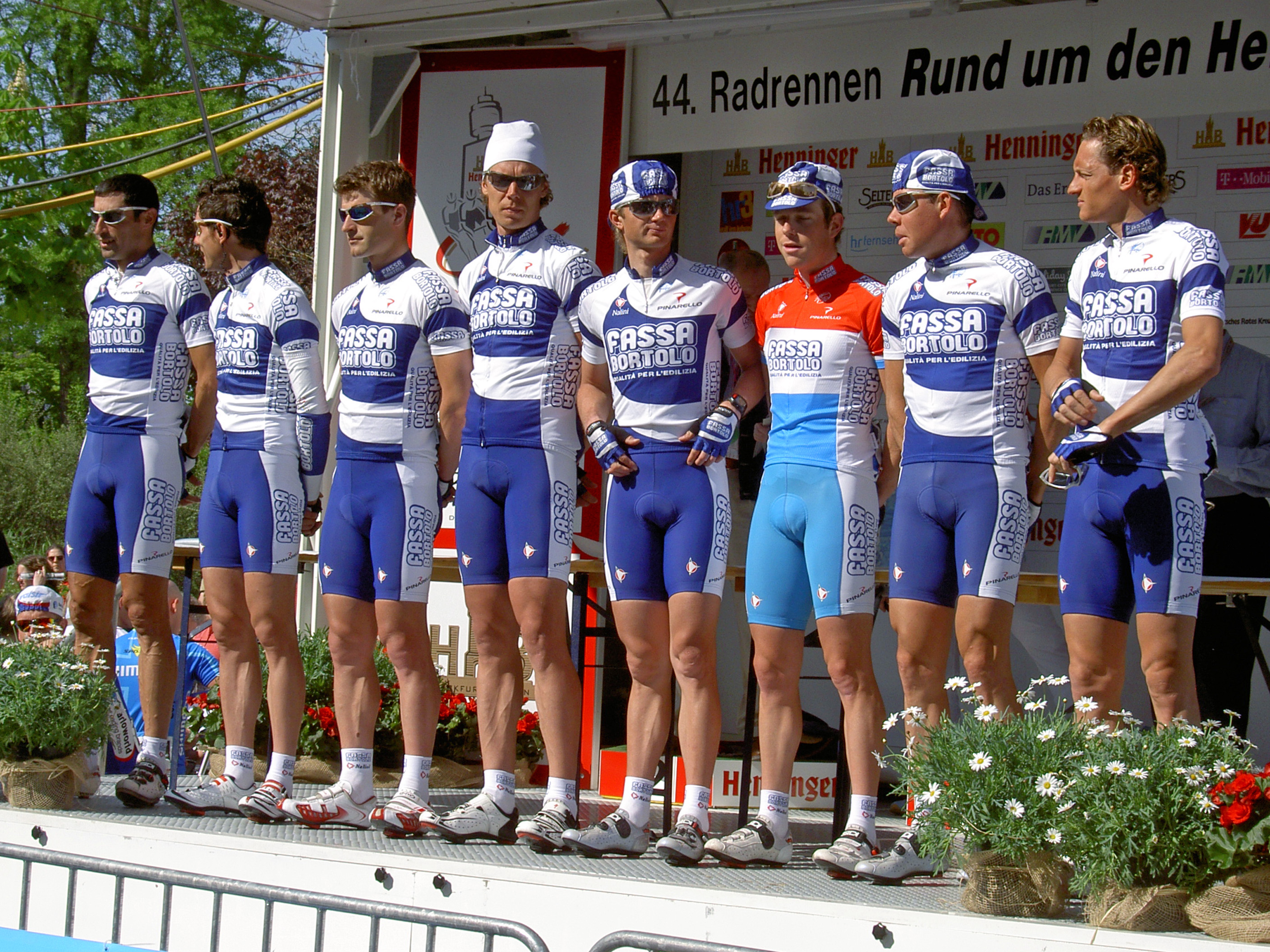
V trikotu mistra Lucemburska s týmem Fassa Bortolo na závodě Rund um den Henninger-Turm (Okolo Henningerské věže) v roce 2005.

Profesionální kariéru zahájil v roce 2000 ve stáji De Nardi-Pasta Montegrappa. V roce 2001 přestoupil do prestižnější stáje Fassa Bortolo a v jejích barvách triumfoval v roce 2002 ve svém prvním velkém závodě – vyhrál cyklistický podnik Kolem Holandska. V roce 2004 se stal poprvé seniorským mistrem Lucemburska v silniční cyklistice (úspěch zopakoval v roce 2006, v roce 2008 triumfoval v časovce), startoval na Olympijských hrách (kde obsadil 6. místo) a odbyl si premiéru na Tour de France, kterou dokončil na 63. místě.
V roce 2006 přestoupil do stáje T-Mobile (bývalý T-Mobile Team /–2007/, poté Team High Road /2007–2008/ a Team Columbia /2008-2009/). Po dílčích úspěších se mu až v roce 2007 podařilo uspět v některém ze závodů velké trojky – po diskvalifikaci Alexandra Vinokurova mu připadlo vítězství v horské etapě Tour de France, které mu dopomohlo k celkovému 7. místu.
Na tyto výsledky navázal v roce 2008. Po etapových vítězstvích na závodech Kolem Baskicka a Kolem Švýcarska se držel také v čele celkové klasifikace Tour de France, 4 dny oblékal žlutý trikot a závod dokončil na 8. místě. Po diskvalifikaci Stefana Schumachera mu navíc připadlo další etapové vítězství na Tour.
V letech 2000, 2003, 2004, 2005 a 2007 byl vyhlášen nejlepším sportovcem Lucemburska.
Po roce 2010, kdy startoval v dresu stáje Katusha, ze zdravotních důvodů ukončil sportovní kariéru.

## Úspěchy
1999

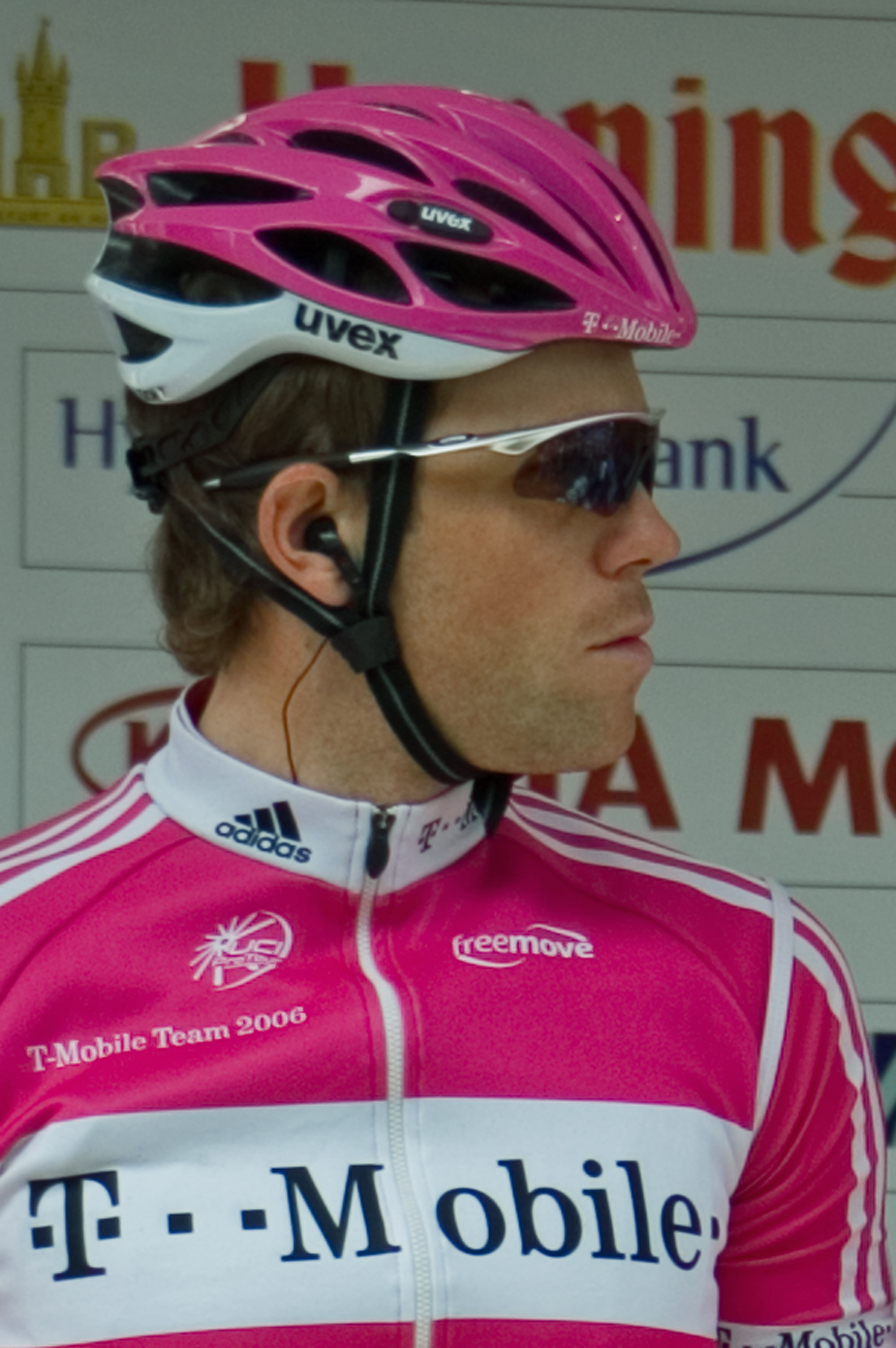
Při týmové prezentaci na závodě Rund um den Henninger-Turm v roce 2006.

- mistr Lucemburska do 23 let v silniční cyklistice
- vítěz závodu Flèche du Sud
- vítěz Velké ceny Françoise Fabera

2001
- vítěz 3. etapy závodu Kolem Lucemburska

2002
- vítěz závodu Kolem Holandska
- vítěz závodu Kolem Bernu
- 3. místo v závodě Settimana Ciclistica Lombarda

2003
- vítěz závodu Paříž–Brusel

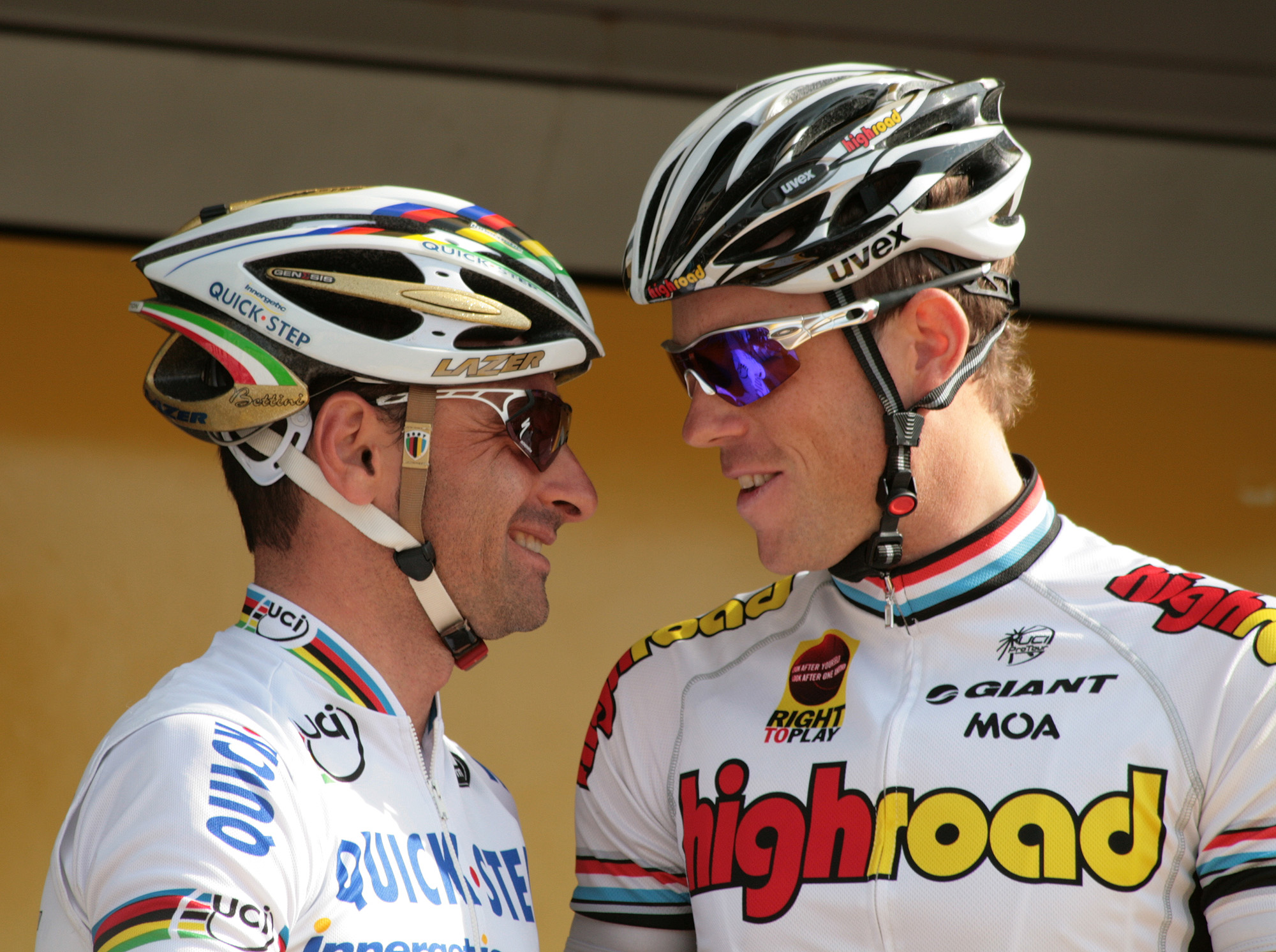
S Paolem Bettinim na závodě Liège-Bastogne-Liège v roce 2008.

- vítěz 6. etapy závodu Tour Méditerranéen
- 29. místo na Giro d'Italia

2004

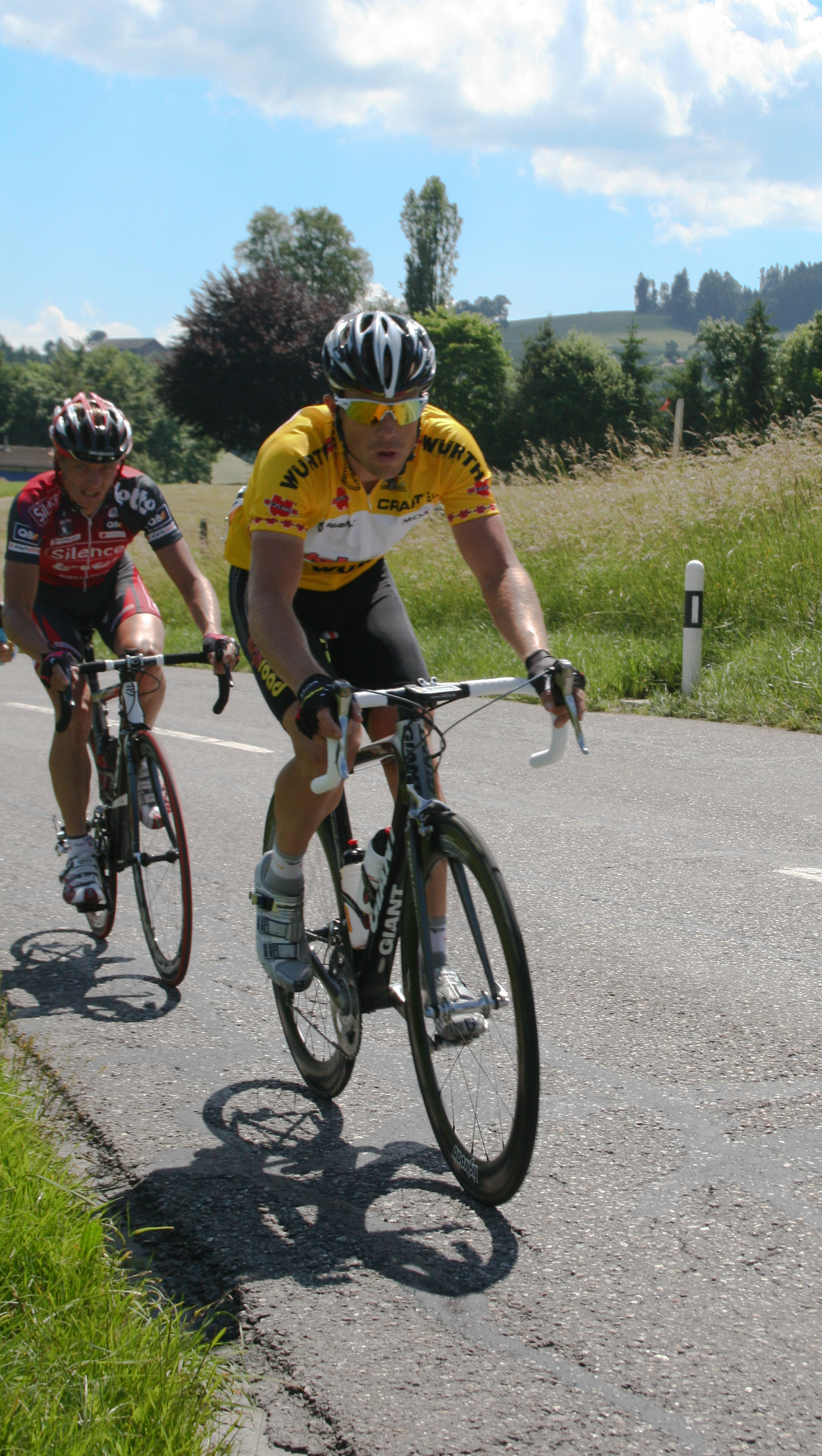
Ve žlutém trikotu vedoucího jezdce na Tour de Suisse 2008.

- mistr Lucemburska v silniční cyklistice
- vítěz 5. etapy závodu Kolem Lucemburska
- 6. místo v klasickém cyklistickém závodě na Olympijských hrách
- 63. místo na Tour de France (2. místo v 8. etapě)

2005
- vítěz Velké ceny Chiassa
- vítěz závodu Trofej Laigueglie
- vítěz závodu Kolem Polska (+ vítěz 7. etapy)
- vítěz 1. a 4. etapy na závodu Settimana Internazionale
- 2. místo v závodě Valonský šíp
- 2. místo v závodě Coppa Placci

2006
- mistr Lucemburska v silniční cyklistice
- vítěz prologu Kolem Lucemburska
- 2. místo na Velké ceně Lugana

2007
- vítěz 15. etapy Tour de France a 7. místo v celkové klasifikaci
- 2. místo v závodě Kolem Švýcarska
- 2. místo v závodě Tirreno–Adriatico
- 3. místo v závodě Milán–Turín
- 3. místo na Brabantském šípu

2008
- mistr Lucemburska v časovce
- vítěz 2. a 4. etapy závodu Kolem Baskicka
- vítěz 6. etapy závodu Kolem Švýcarska
- vítěz závodu Valonský šíp
- držitel žlutého trikotu na Tour de France (po 6., 7., 8. a 9. etapě); držitel zeleného trikotu (po 2., 3., 4., 6., 7. a 9. et.); etapové 2. místo ve 2. a 4. etapě, etapové 3. místo ve 20. etapě (po diskvalifikaci Stefana Schumachera se stal dodatečným vítězem 4. etapy a posunul se na 2. místo ve 20. etapě); 8. místo v celkové klasifikaci a 5. místo ve sprinterské klasifikaci

2009
- mistr Lucemburska v časovce
- vítěz 7. etapy závodu Kolem Švýcarska
- 57. místo na Tour de France